# 青森市立油川小学校
青森市立油川小学校（あおもりしりつ あぶらかわしょうがっこう）は青森県青森市大字油川にある公立小学校。児童数は、409人（2023年5月1日現在）。

## 沿革
- 1877年（明治10年）3月23日 - 伝馬町の民家を校舎に充て、油川小学として創立する。
- 1882年（明治15年）9月1日 - 横町に校舎新築。
- 1885年（明治17年）4月 - 油川尋常小学校と改称。
- 1891年（明治24年）8月8日 - 大浜に洋風2階建3教室の校舎新築。
- 1892年（明治25年）6月14日 - 高等科を設置し、油川尋常高等小学校と改称。
- 1895年（明治28年）6月19日 - 校舎増築、竣工。
- 1898年（明治31年）4月 - 校庭拡張（校地内にあった油川村役場は移転）。
- 1899年（明治32年）7月27日 - 校舎増築、竣工。
- 1904年（明治37年）7月29日 - 農業用学校を付設。
- 1907年（明治40年）
  - 4月 - 補習科設置。
  - 8月31日 - 大浜に校舎新築。
  - 9月10日 - 新校舎落成式挙行。
- 1908年（明治41年）
  - 4月 - 補習科を女子実業補習と改称。
  - 11月3日 - 校旗樹立、校歌制定。
- 1921年（大正10年）10月31日 - 学校増築落成式挙行（4教室・体操場）。
- 1922年（大正11年）4月22日 - 女子実業補習学校併設。
- 1926年（大正15年）
  - 5月20日 - 創立50周年記念式典挙行。
  - 7月9日 - 農業補習学校は、青年訓練所充当となる。
- 1930年（昭和5年）3月23日 - 女子実業補習学校廃止。
- 1935年（昭和10年）10月 - 青年訓練所充当油川農業補習学校が、公立油川青年学校と改称。
- 1936年（昭和11年）12月16日 - 現在地に新校舎落成し、新校舎落成式挙行。
- 1941年（昭和16年）4月1日 - 国民学校令により、油川国民学校と改称。
- 1947年（昭和22年）
  - 2月3日 - 給食開始。
  - 4月1日 - 学校教育法により、青森市立油川小学校と改称。同日、油川中学校を併置し、高等科生を中学校に移籍。
- 1948年（昭和23年）3月31日 - 油川青年学校廃止。
- 1951年（昭和26年）
  - 2月24日 - 新校旗樹立、校歌制定。
  - 2月28日 - パン給食開始。
  - 3月23日 - 創立75周年記念式典挙行。
  - 12月24日 - 油川中学校新校舎落成し、移転分離。
- 1953年（昭和28年）10月23日 - 土俵開き相撲大会開催。
- 1960年（昭和35年）5月1日 - 学校図書館開設。
- 1962年（昭和37年）4月1日 - 特殊学級開設。
- 1964年（昭和39年）1月15日 - 給食調理室が完成し、完成給食開始。
- 1967年（昭和42年）4月 - 岡町学区が、新城小学校の学区へ編入。
- 1969年（昭和44年）7月19日 - プール竣工。
- 1976年（昭和51年）9月19日 - 創立100周年記念式典挙行。
- 1980年（昭和55年）4月1日 - プレハブ2教室増築。
- 1983年（昭和58年）7月20日 - 新校舎竣工。
- 1985年（昭和60年）
  - 12月15日 - 体育館竣工。
  - 12月21日 - 校舎落成記念式典挙行。
- 1991年（平成3年）5月21日 - 屋根付き土俵修理完了。
- 1992年（平成4年）4月1日 - 情緒学級設置。

## 部活動
- 野球部
- サッカー部
- ミニバスケットボール部
- 卓球部
- 器楽部

## 児童数
2023年（令和5年）5月1日現在
| 学年 | 1年 | 2年 | 3年 | 4年 | 5年 | 6年 | 特別支援 | 合計 |
| ---- | --- | --- | --- | --- | --- | --- | -------- | ---- |
| 学級 | 2   | 3   | 3   | 2   | 3   | 3   | 4        | 20   |
| 児童 | 44  | 68  | 69  | 60  | 80  | 71  | 17       | 409  |

## 学区
- 油川、羽白、岡町、新城字天田内、西田沢字浜田の一部、富田4丁目の一部、新田3丁目の一部。

## 進学先
- ほとんどの児童が、学区内の青森市立油川中学校に進学する。

## アクセス
- 青森市市バス「油川小学校前」バス停下車。

## 学校周辺
- 青森県道234号津軽新城停車場油川線
- 天田内川
- 青森県立青森北高等学校
- JR津軽線
  - ただし、油川駅は、やや離れている。
- JR東北新幹線盛岡新幹線車両センター青森派出
- JR北海道新幹線 - ただし線路のみで、新青森駅は離れている。

## 参考資料
- 『新青森市史 別編教育（別巻） 年表・学校沿革』（青森市・2000年3月発行）「小学校 （一）小学校」162頁～163頁「油川小学校 変遷」
- 『青森県教育史 別巻』（青森県教育委員会・1973年12月20日発行）698頁「学校沿革 小学校 油川小学校」